# Diplomat
Diplomat defineres i dag som de medarbejdere ved en ambassade eller en diplomatisk mission, som har diplomatisk rang, dvs. er udstyret med diplomatpas. Disse medarbejdere har til opgave at føre forhandlinger med fremmede stater, diplomati.
Diplomater skal principielt være statsborgere i udsenderstaten, og der må ikke gives diplomatstatus til personer, der er statsborgere i modtagerstaten, medmindre denne stat har givet sit samtykke, der til enhver tid kan trækkes tilbage. Modtagerstaten kan forebeholde sig den samme ret med hensyn til tredjelands statsborgere, der ikke samtidig er statsborgere i udsenderstaten.
Diplomater fører titler som ambassadør, ministerråd, ambassaderåd, 1. ambassadesekretær, ambassadesekretær og attaché. 
Også medarbejdere i et lands udenrigsministerium betegnes som diplomater.

## Historisk
Diplomat var oprindelig en betegnelse for en person, der affattede diplomer.